# Shigeharu Ueki
Shigeharu Ueki (植木 繁晴 Ueki Shigeharu?,  Kanagawa, 13 de septiembre de 1954-Maebashi, 11 de abril de 2024) fue un futbolista japonés que se desempeñaba como delantero.
En 1979, Ueki jugó para la Selección de fútbol de Japón.

## Trayectoria

### Clubes
| Club              | País  | Año         |
| ----------------- | ----- | ----------- |
| Fujita Industries | Japón | 1977 - 1988 |

### Selección nacional
| Selección | País  | Año  |
| --------- | ----- | ---- |
| Absoluta  | Japón | 1979 |

## Estadística de equipo nacional
| Selección de Japón | Selección de Japón | Selección de Japón |
| Año                | Part.              | Goles              |
| ------------------ | ------------------ | ------------------ |
| 1979               | 1                  | 0                  |
| Total              | 1                  | 0                  |

## Palmarés

### Títulos nacionales
| Título              | Club              | País  | Año  |
| ------------------- | ----------------- | ----- | ---- |
| Japan Soccer League | Fujita Industries | Japón | 1977 |
| Copa del Emperador  | Fujita Industries | Japón | 1977 |
| Japan Soccer League | Fujita Industries | Japón | 1979 |
| Copa del Emperador  | Fujita Industries | Japón | 1979 |
| Japan Soccer League | Fujita Industries | Japón | 1981 |